# Nycteris vinsoni
Nycteris vinsoni es una especie de murciélago de la familia Nycteridae.

## Distribución geográfica
Es endémica de Mozambique.